# Nick de Graaf
Nick de Graaf (Wierden, 15 juni 1987) is een Nederlands voetballer die als verdediger voor Heracles Almelo speelde.

## Carrière
Nick de Graaf speelde in de jeugd van SVZW Wierden, waar hij ook in het eerste elftal speelde. In 2007 vertrok hij naar Heracles Almelo, waar hij vooral in het tweede elftal speelde. Hij debuteerde voor Heracles op 30 september 2007, in de met 2-1 gewonnen thuiswedstrijd tegen AZ. Hij kwam in de 70e minuut in het veld voor Kwame Quansah. Na deze wedstrijd kwam hij niet meer in actie voor Heracles, en vertrok hij naar SV Spakenburg. Hierna speelde hij voor de amateurclubs SVZW Wierden, JVC Cuijk, VV Nunspeet, WKE en weer SVZW Wierden. Momenteel speelt hij voor het Duitse SuS Stadtlohn.

### Statistieken
| Seizoen                   | Club            | Land           | Competitie         | Competitie | Competitie | Beker | Beker | Totaal | Totaal |
| Seizoen                   | Club            | Land           | Competitie         | Wed.       | Dlp.       | Wed.  | Dlp.  | Wed.   | Dlp.   |
| ------------------------- | --------------- | -------------- | ------------------ | ---------- | ---------- | ----- | ----- | ------ | ------ |
| 2007/08                   | Heracles Almelo | Nederland      | Eredivisie         | 1          | 0          | 0     | 0     | 1      | 0      |
| 2010/11                   | SVZW Wierden    | Nederland      | Topklasse Zaterdag | 29         | 1          | 1     | 0     | 30     | 1      |
| 2012/13                   | JVC Cuijk       | Nederland      | Topklasse Zondag   | 29         | 2          | 2     | 0     | 31     | 2      |
| 2013/14                   | JVC Cuijk       | Nederland      | Topklasse Zondag   | 20         | 0          | 2     | 0     | 22     | 0      |
| 2015/16                   | WKE             | Nederland      | Topklasse Zondag   | 20         | 3          | 2     | 0     | 22     | 3      |
| 2017/18                   | SuS Stadtlohn   | Duitsland      | Westfalenliga 1    | 17         | 0          | 0     | 0     | 17     | 0      |
| Carrièretotaal            | Carrièretotaal  | Carrièretotaal | Carrièretotaal     | 116        | 6          | 7     | 0     | 123    | 6      |
| Bijgewerkt op 9 juni 2018 |                 |                |                    |            |            |       |       |        |        |